# Rio Bahnița
O Rio Bahniţa é um rio da Romênia afluente do rio Câlneş, localizado no distrito de Neamţ.